# Приморское (Белгород-Днестровский район)
Примо́рское (укр. Приморське) — село, расположенное на берегу Будакского лимана. Относится к Белгород-Днестровскому району Одесской области Украины.
Население по переписи 2001 года составляло 1060 человек. Почтовый индекс — 67792. Телефонный код — 4849. Занимает площадь 1,81 км².
Является центром сельского Совета, которому подчинены села Вольное, Косовка, Курортное, Попаздра, Чабанское.
В селе имеются средняя школа, дом культуры со зрительным залом на 500 мест, библиотека, больница. В 1975 году при больнице была открыта грязелечебница.

## Местный совет
67792, Одесская обл., Белгород-Днестровский р-н, с. Приморское, ул. Дзержинского, 129

## Курортная деятельность
Территория Приморского переходит в территорию села Курортное Приморского сельсовета и представляет собой один сплошной населенный пункт, разделенный санаторием «Приморский». Курортное, размещенное на стрелке Чёрного моря и Шаболатского лимана, является центром курорта «Приморский». В селе Попаздра находится детский санаторий «Дальний». Здесь обнаружен источник сероводородной воды, близкой по своим свойствам к мацестинской.

## История
Село основано в 30-х годах XIX в.
В 1945 г. Указом ПВС УССР село Будаки переименовано в Приморское.

На берегу Будакского озера, вблизи Приморского и Чабанского, обнаружены и частично исследованы остатки поселений эпохи бронзы (II тысячелетие до н. э.) и курганы киммерийцев (IX—VIII вв. до н. э.), а также поселения и курганные погребения скифо-сарматского времени (IV—II вв. до н. э.).